# أبو حسون السملالي
علي بن محمد بن محمد بن أحمد بن موسى المعروف بأبو حسون السملالي و بودمعة و بودميعة أو أبو دميعة (توفي 1070 هـ / 1659م) أمير بلاد السوس وزعيم الإمارة السملالية وشيخ زاوية إيليغ، وسمي في المصادر التاريخية المسيحية ب«مرابط سوس» و«شيخ ماسة» و«مرابط الساحل». التفت حوله القبائل السوسية وأسس إيليغ عاصمة لدولته، وانتزع تارودانت من يحيى الحاحي وزاحم العلويين والدلائيين على واحات تافيلالت، واستنفر بلاد سوس من أجل مؤازرة مدينة سلا من هجوم الأوروبيين.
كان أحد العناصر الرئيسية التي اقتسمت السلطة في المغرب بعد سقوط السعديين: حيث سيطرت إمارة الشبانيين بقيادة الحاج كروم الشباني على مراكش عاصمة الجنوب، وأبو حسون السملالي على بلاد السوس، وإمارة العياشي على سلا، ومحمد الحاج الدلائي صاحب الزاوية الدلائية على الأطلس والسهول الغربية، ومحمد بن الشريف العلوي على تافيلالت. ويعتبر أبو حسون السملالي من أبرز أصحاب الزوايا الذين تولوا الأمر في المغرب الأقصى خلال الفترة الانتقالية بين دولة السعديين ودولة العلويين.

## مسيرته
هو حفيد الشيخ أحمد بن موسى السملالي وهو الثالث من أمراء الأسرة الجزولية بسوس في تازروالت. عند ضعف سلطة الدولة السعدية في بلاد السوس، زمن السلطان زيدان، ظهر أبو حسون السملالي والتفت عليه غالب القبائل السوسية. فقام أبو حسون بين 1021هـ - 1031 هـ بتأسيس إليغ واتخذها عاصمة لإمارته السملالية. وتمكن من استقطاب التجارة الصحراوية إلى عاصمته الجديدة. واستولى أبو حسون على تارودانت، وقد ثار فيها الفقيه يحيي الحاحي وانتزعها منه. فعاد إليها أبو حسون بعد وفاته عام 1035هـ، فأسند قضاءها إلى أبو زيد عبد الرحمن التمنارتي، ثم سطا على درعة وسجلماسة مستغلا وفاة السلطان زيدان الناصر بن أحمد عام 1037 هـ.

### سجلماسة
كان أبو حسون على علاقة بالشريف بن علي العلوي، وكان الشرفاء العلويون قد استقروا في منطقة تافيلالت، فسيطروا على تجارة القوافل لمحور توات - تافيلالت. أدخلهم ذلك في حالة تنافس مع قصر تابوعصامت، وهي محطة هامة في ما مضى لقوافل درعة في اتجاه بلاد السودان. وبإعلان مولاي علي الشريف أميرا على تلك المنطقة، اندلعت حرب بين قصور تافيلالت : استعانت تابوعصامت بالدلائيين تحت قيادة محمد الحاج الدلائي، وتحالف العلويون مع السملاليين تحت قيادة أبو حسون السملالي.
وعند وصول أبو حسون إلى تافيلالت من أجل إغاثة حلفائه، حوالي سجلماسة عام 1041هـ، فاستقر في الواحة ورفض مغادرتها وترك فيها ممثله الذي بنى فيها قصبة لتوطيد سلطته بالمنطقة.بعدها قرّر أبو حسون التفاوض مع تابوعصامت حيث تقيم جماعة يهودية قوية تجاريا، وهو ما استفاد منه كذلك حليفه مولاي علي الشريف. أحس الدلائيون أن مصالحهم في خطر في المنطقة فقرروا في هذه الحالة الشروع في الهجوم. استفاد محمد الحاج الدلائي، من غياب أبي حسون، ليفرض نفسه عسكريا ضد قصر السوق سنة 1634م / 1044 هـ. فأجبر مولاي علي، عبر معاهدة، على منحه نقطة المراقبة تلك والتي تعد ممرا نحو الأطلس، وكذلك مراكز لتابوعصامت وإغولمين، في مقابل سحب القوات من الأطلس المتوسط.

### العلاقات الخارجية
كان أبو حسون السملالي محاطا بديوان مدعوم بخبرة اليهود المغاربة، فقد كان الكاتب بديوانه موسى بلاش، ومن بين رجال ماليته أخ لموسى، جوزي بلاش، زيادة على أن أب موسى، يوسف بلاش اشتغل معه مدة 32 سنة سفيرا لدى حكومة هولندا. وذكر التاجر الهولندي أدريان ماتان في يومياته تفاصيل زيارته للمغرب سنة 1646م على ظهر الباخرة «جينلورلاند» ، وعلى متنها سفير هولندا انطوان ليدركيك لدى أبو حسون السملالي ليتفاوض حول اطلاق سراح النصارى المأسورين بسوس.
وأرسل أبي حسون إِلَى القَاضِي أبي مهدي السكتاني يستفتيه حول كَنِيسَة للْيَهُود تم بنائها بعاصمته إيليغ، بعد أن كثر الخلاف والجدال بين فقهائها حول هذا الأمر، حيث أفْتى فريق بِجَوَاز إبقائها وأفْتى بَعضهم بِوُجُوب هدمها. فحسم السكتاني الأمر بهدمها.

### اعتقال الشريف العلوي
وقف أبو حسون ضد إبعاده وتهميشه. فغادر بلاد السوس مرة أخرى مع قواته واعتقل في سنة 1638م الشريف بن علي، ووضعه في السجن في قلعته بسوس. وزَوَّجَه، وهو في الأسر، بامرأة من قبيلة المغافرة وهي والدة السلطان اللاحق إسماعيل بن الشريف. بينما تذكر مراجع تاريخية أن زواجه في الأسر كان من جارية من بوركينا فاسو ولدت له المولى اسماعيل. فسمح أبو حسون لسكان تابوعصامت بالإقامة ثانية في قصرهم الذي كانوا قد طردوا منه من قبل محمد بن الشريف العلوي.

وبعث محمد بن أبي بكر الدلائي شيخ الزاوية الدلائية، المتوفى سنة 1046 هـ، برسالة إلى أبي حسون السملالي يحضه فيها على حسن معاملة الشريف بن علي ويعنفه فيها على سوء معاملته لأهل تافيلالت, و يذكره بنسب الشريف وقرابته من الرسول، وطالبه أن يخلي سبيله, و يتخلى له عن سجلماسة : 
فأطلق سراح الشريف العلوي بعد أن دفع ابنه المولى محمد بن الشريف فدية مالية في حدود 1047هـ. وقد التجأ محمد بن الشريف بعد طرده إلى الصحراء، وبعد عامين جمع دعم العرب الرحل، وعاد لمواجهة أبي حسون. فأخرجه منهما ، وبايع أهل سجلماسة المولى محمد عام 1050هـ في حياة أبيه وحارب أبا حسون الذي فر إلى مسقط رأسه بسوس. بعد وفاته سنة 1070هـ خلفه ابنه أبو عبد الله محمد ابن حسون .
وفي إطار حملته لتوحيد دولته، شن السلطان مولاي الرشيد سنة 1081 هـ حملة على الإمارة السملالية فاستولى على «تارودانت» وهدم إيليغ وضم بلاد السوس للدولة العلوية.